# Venezuela i olympiska sommarspelen 1964
Venezuela deltog med 16 deltagare vid de olympiska sommarspelen 1964 i Tokyo. Ingen av landets deltagare erövrade någon medalj.